# (21508) Benbrewer
(21508) Benbrewer (1998 KU33) – planetoida z grupy pasa głównego asteroid okrążająca Słońce w ciągu 4,55 lat w średniej odległości 2,74 j.a. Odkryta 22 maja 1998 roku.